# Cosmopolitan TV (Canada)
Pour la chaîne espagnole, voir Cosmopolitan TV.
Cosmopolitan TV était une chaîne de télévision canadienne spécialisée de catégorie B de langue anglaise qui appartenait à Corus Entertainment (67 %) et Hearst Corporation (33 %) qui était destinée aux femmes de 18 à 34 ans. Tout comme son magazine Cosmopolitan, sa programmation est basée sur le sexe, les relations, la mode et la beauté sous forme d'émissions de style de vie et de divertissement, diffusant des comédies, drames, émissions de téléréalité, des films, et autres.
La chaîne a mis fin à ses activités le 30 septembre 2019.

## Historique
Corus Entertainment et Hearst Corporation ont déposé une demande de licence auprès du CRTC à la fin 2006 pour le service Cosmopolitan Television, mais a été refusé en février 2007 en raison des inquiétudes que le service entrait en compétition contre des services existants. Corus a appliqué de nouveau pour le même service avec des restrictions afin de s'assurer de ne pas entrer en compétition, le CRTC a été satisfait et a attribué une licence. Le service a été lancé le 14 février 2008 sous son nom actuel qui « présentera des émissions portant sur les relations personnelles, les modes de vie, la beauté, les tendances et la mode pour les jeunes femmes actives de 18 à 34 ans ».
Une version haute définition de la chaîne a été lancée en avril 2013.
La chaîne a mis fin à ses activités le 30 septembre 2019.